# Bérard des Marses
Bérard (ou Berardo) naît en 1080 au château de Colli (actuellement château de Corsoli). Il meurt le 3 novembre 1130 à Sainte-Sabine. Bérard est consacré évêque des Marses en 1110. 

## Carrière ecclésiastique
Bérard grandit pendant son adolescence au sein du chapitre des chanoines de Sainte-Sabine dans le diocèse de Marses. Il y reçut l'ordre acolyte par Pandolphe évêque des Marses (1056-1094/1100), un grand oncle par ailleurs. En 1100 il fut envoyé au monastère du Mont-Cassin où il étudia la grammaire pendant 6 ans auprès de Paul l'aveugle. Ce dernier fut moine et connu pour son exgèse biblique Pierre Diacre  écrivit de lui qu'il fut cartularius, bibliothecarius et scriniarius du Mont-Cassin (comptable, bibliothécaire et secrétaire du Mont-Cassin). Bien qu'il n'ait pas été moine il resta proche de l'abbaye. En 1106 il reçut le sous-diaconat de la main du pape Pascal II. Entre 1108-1109 fut ordonné cardinal diacre de Saint-Ange. Enfin, pendant l'année 1110 il fut ordonné prêtre et promu cardinal de Saint-Chrysogone puis consacré évêque des Marses en l’honneur de la bienheureuse Sabine,illustre martyre.

## Combats
Dans Vie et miracles de Bérard évêques des Marses de Jacques Dalarun qui contient l’édition critique et la traduction française d’un dossier hagiographique en latin, celui de Bérard des Marses on peut y lire : 

« Il supporta beaucoup de maux de la part des tyrans, au point que, pour la vérité qu’il prêchait, il fut par eux expulsé à huit reprises de l’évêché. Il détruisit la simonie, sépara les parentèles, dorlota les pauvres, défendit les orphelins et les veuves, regroupa les clercs, conserva ce qui était assemblé, assembla ce qui était à conserver, extirpa tous les vices. »

Cette citation nous montre son combat contre les tyrans qui perçevaient la dîme en leur nom. Nous savons aussi qu'il eut un engagement particulier engagement contre la simonie (achat/vente de biens spirituels, postes episcopaux, ...) « en l’occurrence l’abondance des églises échues aux mains des laïcs ». Puis il réforma les mœurs des clercs il esseya d’imposer au clergé du diocèse la primauté de l’église cathédrale, Sainte-Sabine. Il lutta également contre les unions
incestueuses ou polygames. Enfin, Bérard des Marses appliquait ses soins aux pauvres il envoyait par exemple des vivres au moment de la récolte des grains, moment où la récolte précédente est épuisée. 

## Miracles
Bérard des Marses est aussi connu pour ses miracles qui ont été plus nombreux après sa mort. On connait cependant quelques miracles qui lui sont attribués de son vivant à savoir le sauvetage d'une petite fille et la multiplicatoin du froment : 

« Il libéra du péril de mort une fillette dans la gorge de laquelle un noyau de prune s’était fiché. Pour de pauvres femmes, il fit recueillir dans un grenier vide du froment qui, à sa prière, leur suffit grandement. »